# Pere Ponce i Alifonso
Pere Ponce i Alifonso (Tortosa, 14 d'octubre de 1964) és un actor català, conegut pel seu paper d'Eugeni Bosch a la sèrie de TVC Merlí i el d'Eugenio a Cuéntame.

## Biografia
En la seva etapa d'estudiant a Tortosa va treballar en diverses obres sota la direcció de l'escriptor Manuel Pérez Bonfill.
Abans de decidir dedicar la seva vida a la interpretació, Pere Ponce es va matricular en la carrera de psicologia, la qual va abandonar en benefici dels estudis d'Art Dramàtic a l'Institut del Teatre de Barcelona.
En els seus inicis Ponce va intervenir en espais televisius com Pinnic i en pel·lícules de Francesc Bellmunt (Pa d'àngel, Un parell d'ous, Ràdio Speed) mentre iniciava la seva carrera al teatre. Entre 1982 i 1983 va ser dirigit per Ventura Pons en l'obra Tres boleros. Després d'aquesta obra va fer, entre 1985 i 1986, El despertar de la primavera, posada en escena per Josep Maria Flotats i Picas. En concloure les representacions d'aquesta, Pere Ponce es va incorporar el 1987 al muntatge de Knack. El 1988 es va unir a Amparo Larrañaga, Toni Cantó i Luis Merlo a la gira dels vuitanta són nostres, seguint Ana Diosdado. Finalment el 1990, en acabar l'obra Restauració, va iniciar la seva carrera cinematogràfica com a actor protagonista.
El 1991 Emilio Martínez Lázaro el va aparellar amb Ariadna Gil a Amo tu cama rica, on va encarnar a un jove sensible, urbanita. D'aquesta manera el físic de Pere Ponce es va associar en primera instància als papers de ciutadà que afrontava l'arribada a la trentena. Retrat que Fernando Colomo oferiria el seu revers a Alegro Ma Non Troppo, on Pere Ponce va encarnar a un estudiant de música que descobria la seva heterosexualitat després de múltiples relacions amb amants masculins. Les dues pel·lícules que -sota el filtre de la comèdia- llançaven subtils crítiques al sistema social vigent en el qual la joventut es trobava desorientada. Entre el rodatge dels dos films, Pere va presentar Pinnic, un programa infantil per a TVE 2.
Consolidat gràcies a aquests tres treballs, Pere Ponce va rodar el 1995 va rodar La llei de la frontera a les ordres d'Adolfo Aristarain. Achero Mañas i Aitana Sánchez Gijón el van acompanyar en aquesta llargmetratge que sota el format genèric del cinema d'aventures oferia un retrat de persones que vivien al límit, sense tenir el seu propi lloc en el món, i que lluitaven per acabar amb el desigual repartiment de la riquesa. Pere va interpretar a Joao, un jove noble que renega de la seva condició, abraça la causa de la revolució i acaba la seva vida convertit en un perfecte burgès conscienciat, però burgès.
Després d'aquest film, Pere Ponce va apostar per treballs minoritaris, entre els quals va destacar el realitzat per Marc Recha en L'arbre de les cireres (1998), sobre el curs de la vida i de la naturalesa humana i també Atolladero (1997) dirigida per Oscar Aibar i en què també participa Iggy Pop. En teatre l'actor va intervenir en una versió de L'home elefant, valent el seu treball el Premi MAX al millor actor de repartiment i una candidatura al Fotogrames de Plata.
Per aquestes dates l'actor va signar un manifest que exigia el cessament de la neteja ètnica de Slobodan Milošević, el cessament de bombardejos de l'OTAN i la substitució de les forces militars i grups armats a Kosovo per una pau composta per cascos blaus manats per l'ONU. D'aquesta manera Pere Ponce va sumar el seu nom al d'altres professionals coneguts com a Ernesto Alterio, Santiago Ramos, Alberto San Juan, Julieta Serrano, Pilar Bardem, Fiorella Faltoyano, Manuel Galiana, Juan Diego Botto, María Botto, Juan Luis Galiardo, Juan Diego o Amparo Valle.
El 2002 es va sumar a l'elenc de Cuéntame cómo pasó, encarnant a Eugenio, un capellà obrer que sol·licita la secularització en enamorar-se d'una de les seves feligreses i que durant la seva estada a l'església del barri de San Genaro havia adherit seva signatura a la que aquells que van condemnar la Dictadura Franquista, havia organitzat diverses activitats culturals -inclosa la projecció de pel·lícules difícils de veure com La deu de la donzella- així com la preparació de xerrades informatives sobre la regulació de la natalitat. El Pare Eugeni, un home el pare republicà no aprovava l'activitat professional del seu fill, renunciava a la seva tasca social pel seu amor per Inés Alcántara, amb la qual es casaria en una cerimònia clandestina i amb qui tindria un fill nascut després que ella fos empresonada per haver conegut a un etarra.
Pere va compaginar el rodatge de la sèrie amb la filmació de pel·lícules com Marujas asesinas -on va incorporar a un homosexual que es veu embolicat en l'assassinat d'un home aniquilat per la seva fastiguejada dona- L'illa de l'holandès, No deixaré que no em vulguis, i Dies de futbol en què es va posar en la pell d'un actor que mentia als seus amics sobre la seva carrera cinematogràfica per aparentar certa dignitat.
A principis de 2004 va participar en les mobilitzacions contra la Guerra de l'Iraq i va sol·licitar a Achero Mañas que protestés contra la Guerra de l'Iraq durant la gala dels Premis Goya (Mañas va assegurar en la cerimònia que la pau és la bomba).
En aquest any Pere Ponce va iniciar la gira de l'obra teatral ambientada durant l'Holocaust, Himmelweg (Camí al cel), una paràbola sobre la nostra ceguesa davant l'horror i sobre la manipulació de la informació dels poderosos que condicionen la nostra percepció. Pere Ponce donava vida al cap del camp de concentració des de tres angles diferents: a) 1 guinyolesc que posa en evidència la deformació de la realitat que transforma, b) una altra naturalista quan el seu personatge és "el mateix" i es mostra com el dolent de la funció, c) una altra histriònica quan el seu rol es converteix en el embacador que enganya a un visitant de la Creu Roja que inspecciona el camp i que surt del mateix amb la mala consciència de no haver pogut veure ni denunciar les barbaritats que en succeïen.
Entre el desembre de 2005 i el juny de 2007 va protagonitzar amb Juan José Otegui, i sota la direcció de Juan Echanove, l'obra Visitant a Mister Green -segons l'original de Jeff Baron- on va encarnar a un homosexual jueu (Ross) que atropellava a un senyor gran, també jueu (el senyor Green), que havia enviudat recentment. Un havia renunciat a la seva felicitat per la desaprovació del seu pare. L'altre havia apartat a la seva filla de la seva vida per haver-se casat amb un impur. Finalment l'un trobava en el seu antagonista el pare i el fill que no va poder gaudir.
Des d'octubre de 2008 ha estat representat per tot Espanya l'obra de teatre "Un déu salvatge", de l'escriptora francesa Yasmina Reza juntament amb Aitana Sánchez-Gijón, Maribel Verdú i Antonio Molero, en un muntatge dirigit per Tamzin Townsend. La gira acabarà a principis de juny de 2010.
El 24 de maig de 2010 comença el rodatge de la pel·lícula "Floquet de Neu" (amb una durada prevista de vuit setmanes). la pel·lícula, que tracta sobre el famós goril·la albí del zoo de Barcelona, es roda en català sota el títol "Floquet de Neu", i està dirigida per l'argentí Andrés Schaer. Combina animació en 3D amb imatges reals protagonitzades, a més de per Pere Ponce, per Elsa Pataky, Fèlix Pons Ferrer i Rosa Boladeras. En ella, Pere Ponce interpreta el dolent, el malvat Luc de Sac, un malastruc que vol atrapar Floquet de Neu perquè creu que el seu cor és un amulet que el protegirà de la mala sort.
Representa l'obra Pluja Constant de Keith Huff on interpreta un policia de Chicago al costat de Joel Joan dirigits per Pau Miró.
Des del setembre de 2015 i fins al gener de 2018 interpretà Eugeni Bosch a la sèrie de TV3 Merlí, un professor clàssic de Llengua i Literatura Catalana que li cau malament el protagonista, Merlí (Francesc Orella), per la seva manera de fer la classe de filosofia, i també els alumnes, que l'anomenen Hitler.

## Televisió
- Jo mai mai (2024)
- 45 revoluciones (2019)
- El día de mañana (2018)
- El ministerio del tiempo (2016-2017)
- Merlí (2015-2018)
- Los misterios de Laura (2014), en l'episodi El misteri de l'assassí invisible.
- Isabel (2012) - Gutierre de Cárdenas.
- Falsa culpable (2004)
- Cuéntame cómo pasó (2002-2007, 2011 i 2014) - Eugenio.
- Jacinto Durante, representant (2000)
- Pinnic (1992)
- La dona de la teva vida: La dona impuntual (1990)
- Tot un senyor (1989)
- Solució de continuïtat (1988)

## Cinema
- El bosc (2012)
- Blancaneu (2012)
- 14 d'abril: Macià contra Companys (2011)
- Floquet de Neu (2010)
- El gran Vázquez (2010)
- Plats voladors (2003)
- Dies de futbol (2003, David Serrano)
- Pitjor impossible, què pot fallar? (2002)
- No deixaré que no em vulguis (2002)
- L'illa de l'holandès (2001)
- Marujas assassines (2001)
- El pianista (Mario Gas, 1998)
- L'arbre de les cireres (Marc Recha, 1998).
- Mal pas (1997)
- Posa un home en la teva vida (1996)
- La llei de la frontera (Adolfo Aristarain, 1995)
- Animia d'afecte (Carmelo Espinosa), (1994)
- Alegre ma non troppo (Fernando Colomo, 1994)
- Amo el teu llit ric (Emilio Martínez Lázaro, 1992)
- Ferralla (Félix Rotaeta, 1991)
- Ràdio Speed (Francesc Bellmunt, 1990)
- Un parell d'ous (Francesc Bellmunt, 1985)
- Pa d'àngel (Francesc Bellmunt, 1984)

## Teatre
- Justícia (2020)
- Si sabés cantar, em salvaria. El crític (2012-2013).
- Pluja constant (2010).
- Un déu salvatge (2008-2010).
- Visitant al senyor Green (2005)
- Himmelweg (2004-2005).
- L'home elefant (1998)
- El temps i l'habitació (1996)
- El temps i els Conway (1992)
- Restauració (1990)
- L'home del destí (1989)
- Els 80 són els nostres (1988)
- Knack (1987)
- Fantasio (1986)
- El despertar de la primavera (1985)
- Tres boleros (1982)

## Premis
- Premi Max de Teatre al Millor actor de repartiment (1998).
- Candidat al Fotogramas de Plata al Millor actor de teatre (1998).
- Premi al millor actor Festival de Peníscola (1994).
- Candidat al Fotogramas de Plata al Millor actor de cinema (1994).
- Premi Ondas de Cinema (1992).
- Premi Millor Actor Generalitat de Catalunya (1984).